# Clubiona transbaicalica
Clubiona transbaicalica är en spindelart som beskrevs av Mikhailov 1992. Clubiona transbaicalica ingår i släktet Clubiona och familjen säckspindlar. Inga underarter finns listade i Catalogue of Life.